# Daniel Nestor
Daniel Nestor (n. 4 septembrie 1972, Belgrad, RS Serbia, RSF Iugoslavia) este un jucător canadian de tenis de origine sârbă, câștigător al tuturor celor 4 mari șlemuri ale anului, la dublu. A câștigat Australian Open în 2002 (partener: Mark Knowles), Roland Garrosul în 2007 (partener: Mark Knowles) și 2010 (partener: Nenad Zimonjić), Wimbledonul în 2008 și 2009 (partener: Nenad Zimonjić) și US Open în 2004 (partener: Mark Knowles).

## Aurul olimpic
În 2000, la Sydney, Daniel Nestor, alături de Sébastien Lareau, a câștigat aurul olimpic în proba de dublu masculin.